# Koldo Álvarez
Jesús Luis Álvarez de Eulate Güergue (Vitoria-Gasteiz, 4 de setembro de 1970), conhecido apenas por Koldo Álvarez ou também Koldo, é um ex-futebolista e treinador de futebol hispano-andorrano que jogava como goleiro. É, desde 2010, o treinador da a Seleção Andorrana, onde atuou entre 1998 e 2009.

## Carreira como jogador
Por clubes, Koldo iniciou a carreira em 1988, no Aurrerá. No ano seguinte, assinou com o Atlético de Madri, atuando pelo time B, sendo emprestado em 1990 para o Toledo. Em 1991, chegou a ser integrado ao elenco principal dos Colchoneros, porém nunca disputou jogos oficiais até deixar o clube em 1993 (embora tivesse feito parte do elenco campeão da Copa del Rey de 1990–91ref name=COPA>Carbajosa, Carlos E. (30 de junho de 1991). «El Mallorca, finalista elemplar». Mundo Deportivo (em espanhol). Consultado em 13 de março de 2014</ref>), quando assinou com o Salamanca, onde também não entrou em campo.
Seria no FC Andorra que o goleiro obteve maior destaque, jogando 345 vezes em 11 temporadas (1994 a 2006), regressando em 2007 para encerrar a carreira em 2009 (somando as 2 passagens pelos Tricolors, foram 372 partidas) depois de uma rápida estadia no Balaguer, que disputava na época a Tercera División (quarta divisão espanhola).

## Carreira internacional
Espanhol de nascimento, Koldo jogou 79 partidas pela Seleção Andorrana. A estreia do goleiro foi em junho de 1998, num amistoso contra o Brasil, às vésperas da Copa da França.
Seu último jogo pela seleção do coprincipado foi contra a Inglaterra, pelas Eliminatórias da Copa de 2010, onde o English Team venceu por 6 a 0. Apesar da goleada, o goleiro, então com 38 anos, foi o destaque da partida, impedindo que a Inglaterra marcasse mais gols.
Em novembro de 2003, recebeu o Prêmio do Jubileu da UEFA como o melhor jogador andorrano dos últimos 50 anos da entidade.

## Carreira de técnico
Em fevereiro de 2010, o ex-goleiro foi anunciado como novo técnico de Andorra, substituindo David Rodrigo, que comandava a seleção desde 1999. Sua primeira vitória foi apenas no 49º jogo na função, num amistoso contra San Marino (2 a 0 para os andorranos), em 2017 (foi também a primeira vitória do país após 13 anos). No mesmo ano, Koldo levaria Andorra a conquistar seu primeiro ponto em jogos oficiais com um empate sem gols com as Ilhas Faroe, pelas eliminatórias da Copa de 2018, além de encerrar um período de 13 anos sem vencer uma partida oficial, quando Andorra superou a Hungria por 1 a 0.

## Vida pessoal
Seu filho, Iker Álvarez, segue a carreira de jogador e também atua como goleiro.

## Títulos
Atlético de Madrid
- Copa del Rey: 1990–91